# Serixia modiglianii
Serixia modiglianii là một loài bọ cánh cứng trong họ Cerambycidae.